# Fontaine du Château d’eau (Pierre-Simon Girard)
Die Fontaine du Château d’eau (auch Fontaine de Bondy oder Fontaine aux Lions de Nubie genannt) wurde vom Ingenieur Pierre-Simon Girard geschaffen. 1811 wurde sie zunächst, ihrem Namen entsprechend, auf dem Place du Château d’Eau (dem heutigen Place de la République) errichtet.
Sie wurde in der Gießerei Le Creusot hergestellt, was damals eine Errungenschaft war: Marke und Datum sind auf dem Sockel der Löwen angegeben.
Zusätzlich zu seiner dekorativen Funktion diente das Bauwerk als Wasserreservoir zur Deckung des Wasserbedarfs der Quartiers du Temple und du Marais.
Im Jahr 1867 wurde der Platz im Rahmen der von Gabriel Davioud, dem damaligen Architekten der Stadt Paris, geleiteten Umgestaltung des Platzes in den Eingangshof des Schlachthofs von La Villette am heutigen Place de la Fontaine aux Lions verlegt und diente als Viehtränke.
Mit Dekret vom 2. März 1979 wurde es unter Denkmalschutz gestellt.